# عمورابي
كان عمورابي آخر حكام وملوك العصر البرونزي لمدينة أوغاريت السورية القديمة (حوالي 1215 إلى 1180 قبل الميلاد). كان عمورابي معاصراً للملك الحثي سوبليوليوما الثاني. كتب رسالة حية محفوظة RS 18.147 (Nougayrol et al. (1968 Ugaritica V): 87-9 no. 24 ردًا على نداء للمساعدة من ملك المملكة.
كتب عمورابي :
انظر والدي ، سفن العدو أتت (هنا) ؛ تم حرق مدني (؟) وفعلوا أشياء شريرة في بلدي. ألا يعلم والدي أن كل قواتي ومركباتي (؟) موجودة في أرض هاتي ، وكل سفني موجودة في أرض لوكا؟ ... وهكذا ، فإن البلد مهجور لنفسه. ليعلم والدي ذلك: ألحقت بنا سفن العدو السبع التي أتت إلى هنا أضرارًا جسيمة.
تسلط هذه الرسالة الضوء بشكل كبير على الوضع اليائس الذي تواجهه أوغاريت عندما كانت أيضًا تحت هجوم شعوب البحر الغازية.
أصبحت أوغاريت واحدة من العديد من دول الشرق الأدنى القديم التي دمرت أو هُجرت أثناء انهيار العصر البرونزي.
كان سوبليوليوما الثاني مسؤولاً عن تسوية الطلاق بين عمورابي وامرأة الحيثين، ولكنه لم يسبب مشكلة بين مملكة أوغاريت والإمبراطورية الحثية ؛ بدلاً من ذلك أظهر العلاقة بين المملكتين.